# Paseky (Hřibiny-Ledská)
Paseky (německy Schlag) je malá vesnice, část obce Hřibiny-Ledská v okrese Rychnov nad Kněžnou. Nachází se asi 1 km na jihozápad od Hřibin-Ledské. V roce 2009 zde bylo evidováno 25 adres. V roce 2001 zde trvale žilo 31 obyvatel.
Paseky leží v katastrálním území Hřibiny o výměře 1,38 km2.

## Galerie

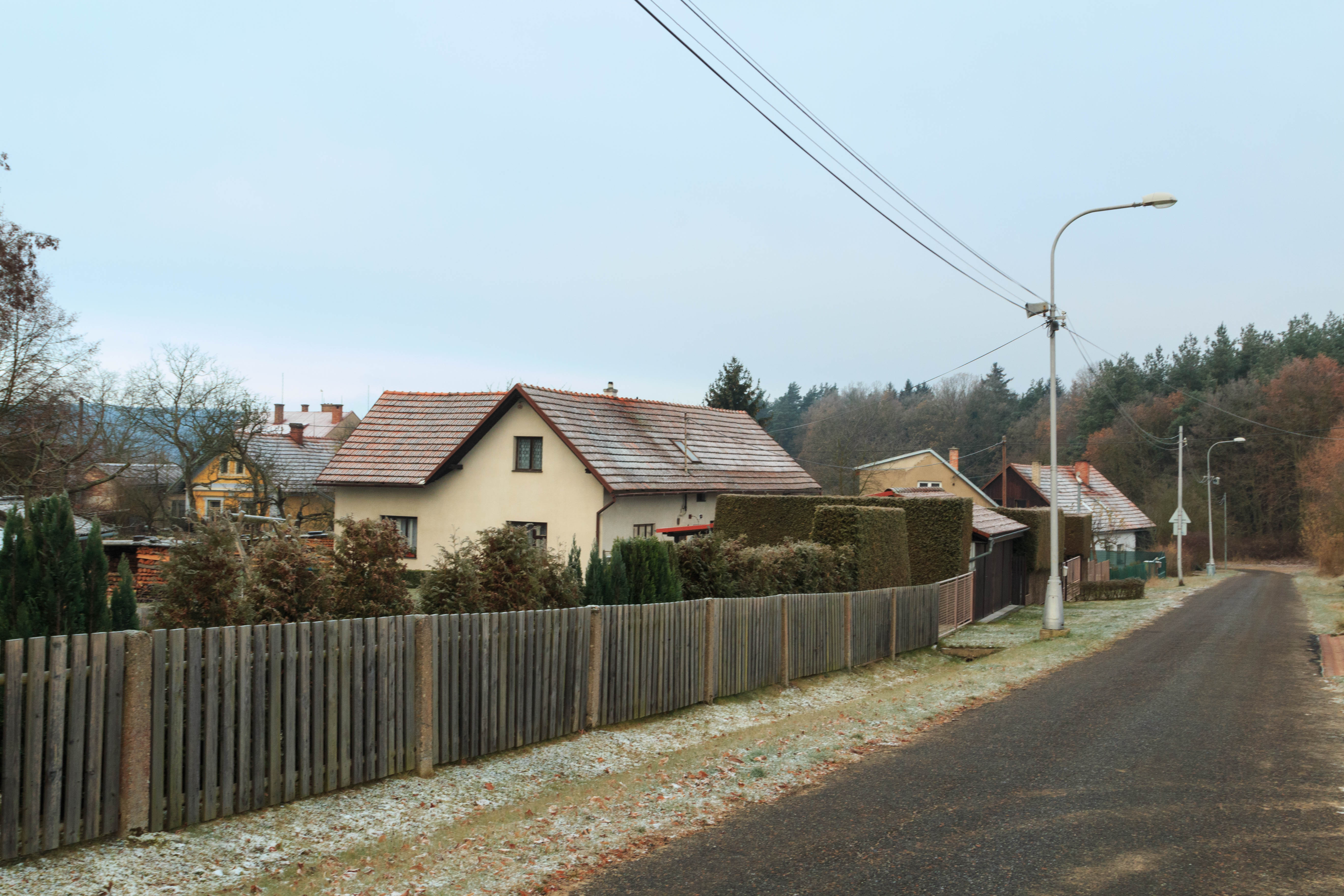
Paseky u Ledské - čp. 13
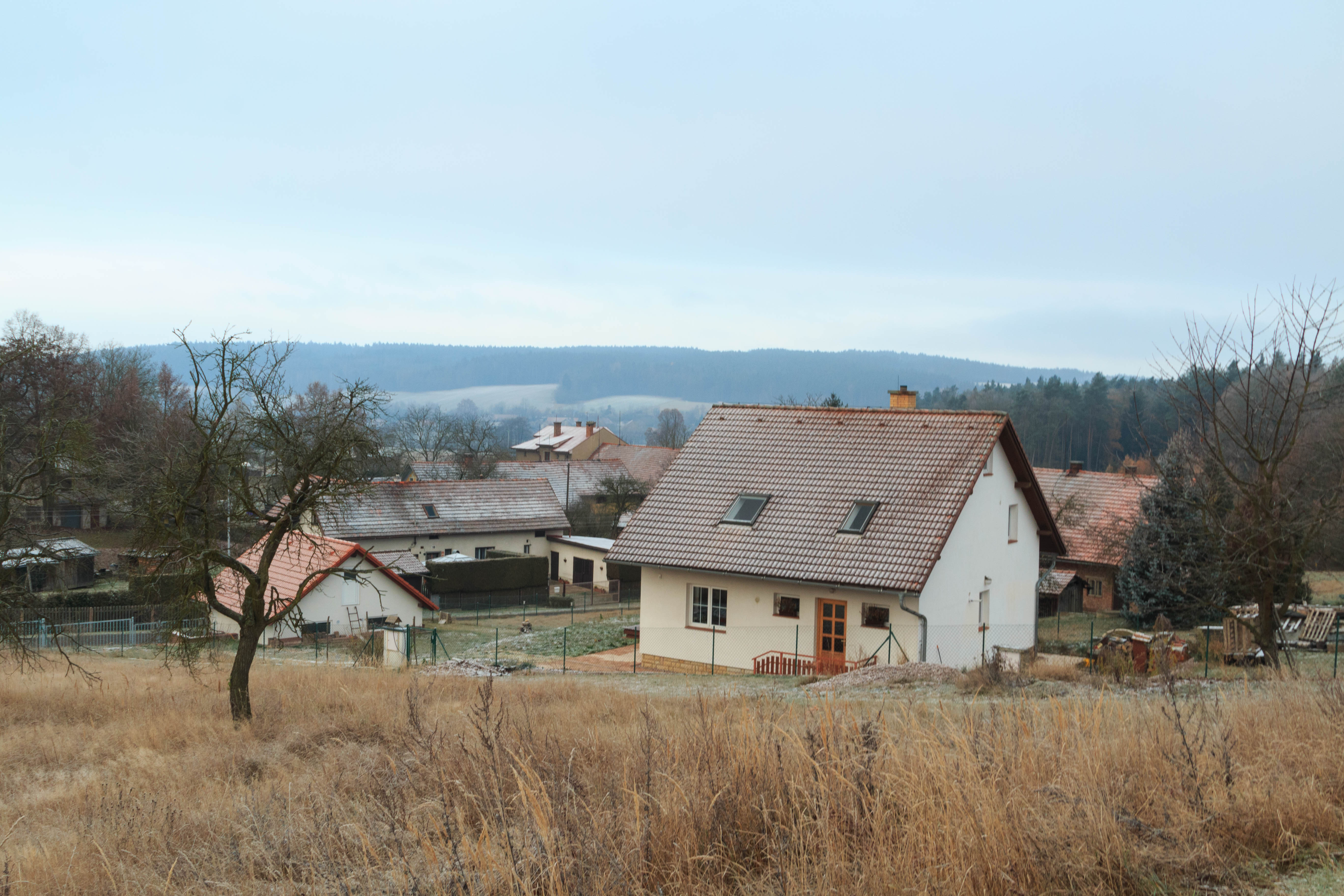
Paseky u Ledské
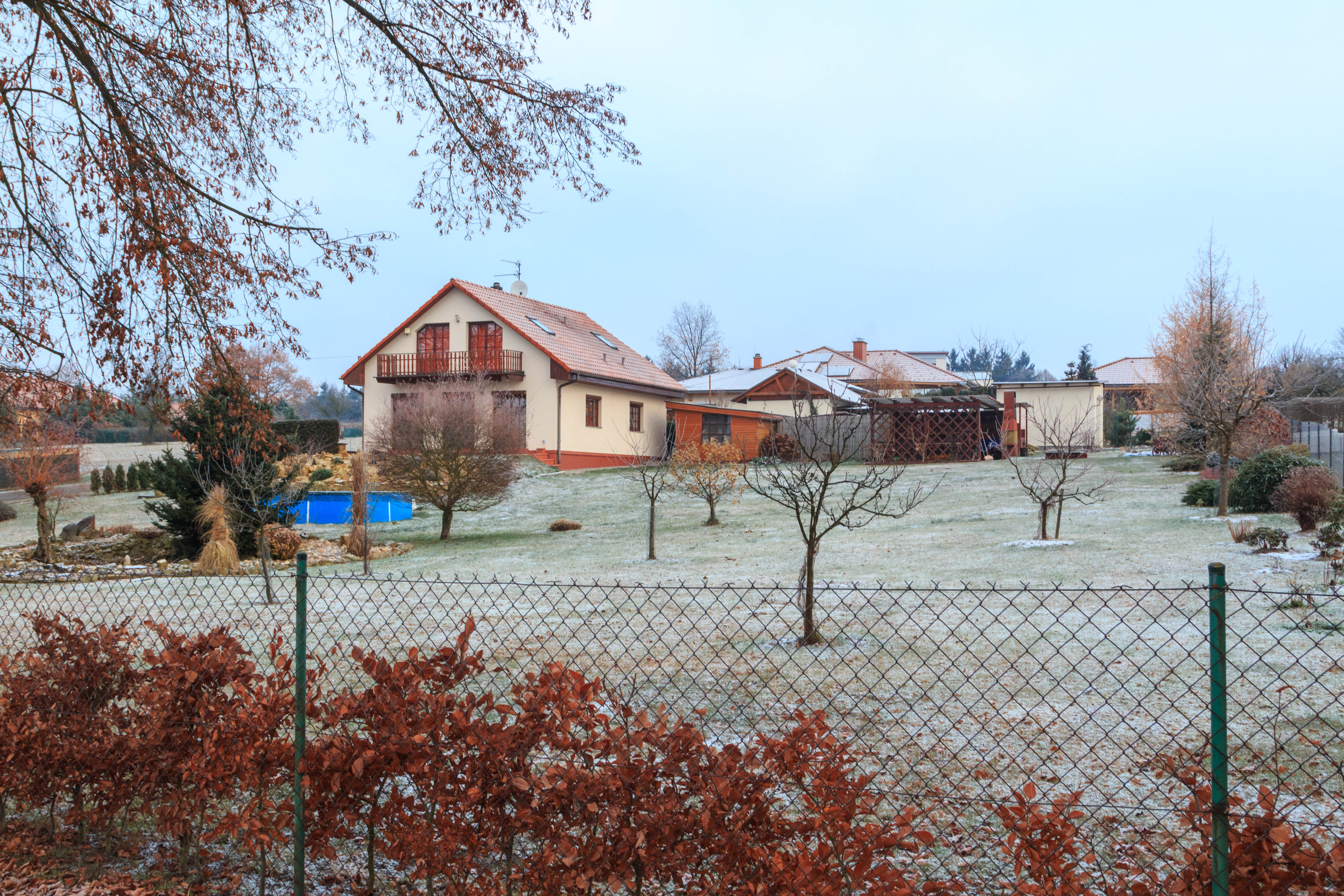
Paseky u Ledské - čp. 18
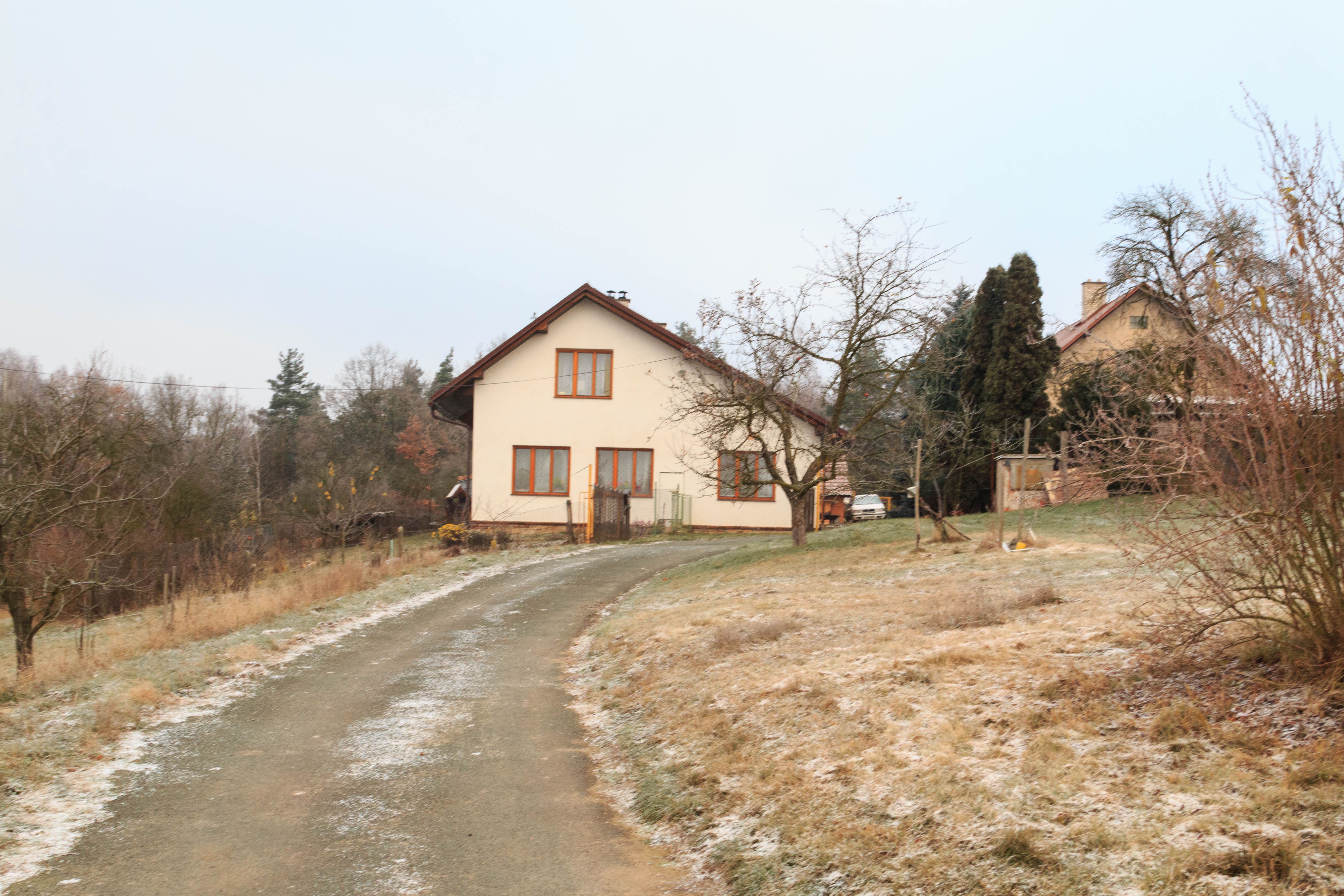
Paseky u Ledské - čp. 14